# Sumpf-Seidenpflanze
Die Sumpf-Seidenpflanze (Asclepias incarnata) ist eine Pflanzenart in der Familie der Hundsgiftgewächse (Apocynaceae). Sie stammt aus Nordamerika.

## Beschreibung

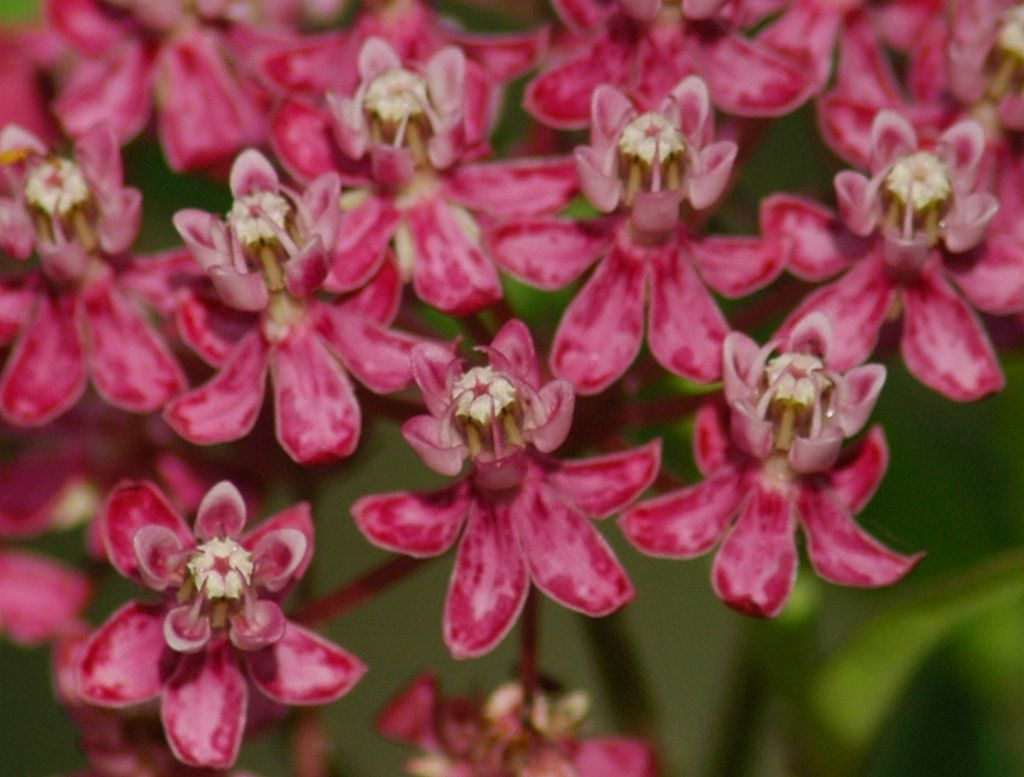
Ausschnitt eines Blütenstandes

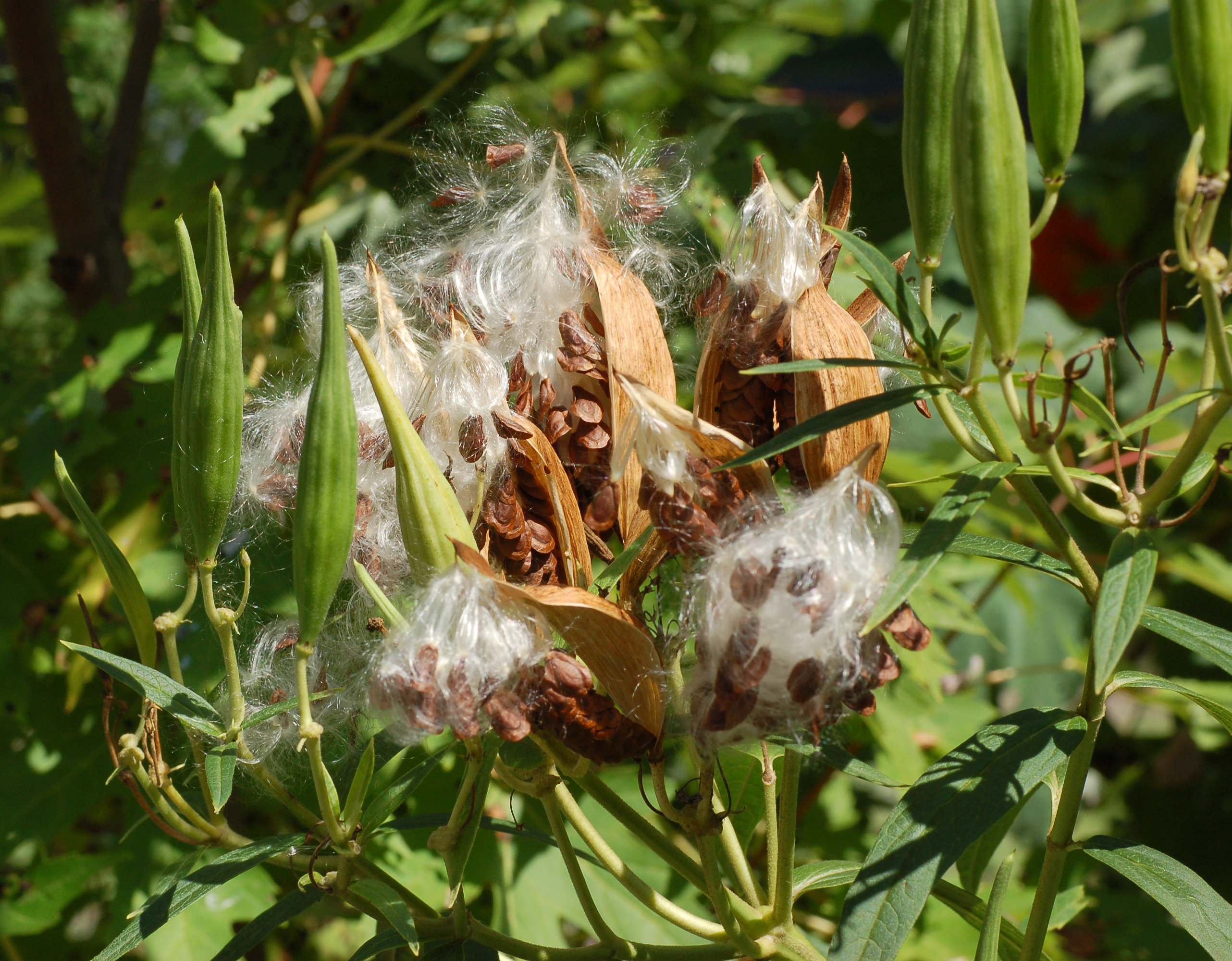
Offene Balgfrüchte mit Samen und ihren Flughaaren

Die Sumpf-Seidenpflanze ist eine aufrechte, ausdauernde, krautige Pflanze, die Wuchshöhen von 30 bis 150 cm erreicht. Die ganze Pflanze führt einen weißen Milchsaft. Die gegenständigen Laubblätter sind etwa 10 cm lang, schmal lanzettlich geformt und laufen spitz zu.
Die Sumpf-Seidenpflanze blüht von Juni bis September und bringt kleine, duftende, rosa bis lilafarbene (manchmal weiße) Blüten in runden, doldigen Blütenständen hervor. Die zwittrigen Blüten sind radiärsymmetrisch und fünfzählig. Die fünf grünlichen Kelchblätter zeigen nach unten. Die fünf gebogenen Blütenkronblätter sind 3 bis 4 mm lang. Die fünf Staubblätter besitzen je ein tütenförmiges Anhängsel, diese bilden die Nebenkrone. Aus jedem Segment der Nebenkrone ragt ein Hörnchen, diese sind länger als die Nebenkrone. Es sind zwei oberständige Fruchtblätter vorhanden.
Die aufrecht stehenden Balgfrüchte besitzen eine glatte Oberfläche. Die hell bis dunkelbraunen flachen Samenkörner verfügen über silberweiße Flughaare, die ihre Verfrachtung durch Wind ermöglichen.

## Ökologie
Die Sumpf-Seidenpflanze wächst auf feuchten oder nassen Böden und wird wegen ihrer attraktiven Blüten, die von Schmetterlingen oder anderen Bestäubern wegen des reichlichen Nektars besucht werden, auch als Zierpflanze im Garten angebaut. Wie die meisten anderen Seidenpflanzen-Arten (Asclepias) enthält ihr Saft giftige Bestandteile, die Schadinsekten und Pflanzenfresser fernhalten.

## Vorkommen
Die Sumpf-Seidenpflanze kommt weit verbreitet in Nordamerika östlich der Rocky Mountains vor. Sie bevorzugt feuchtehaltende bis sumpfige Böden in voller Sonne bis Halbschatten und kommt in der Natur typischerweise am Rand von Teichen, Seen, Bächen und Niederungen und Wassergräben vor. Sie hat sich an schwere, nasse Böden, die arm an Sauerstoff sind, angepasst.

## Systematik
Man kann zwei Unterarten unterscheiden:
- Asclepias incarnata subsp. incarnata: Sie kommt im zentralen und östlichen Kanada und in den westlich-zentralen und östlichen Vereinigten Staaten vor.[5]
- Asclepias incarnata subsp. pulchra (Ehrh. ex Willd.) Woodson: Sie kommt von Nova Scotia bis zu den südlich-zentralen und östlichen Vereinigten Staaten vor.[5]

## Verwendung
Die Sumpf-Seidenpflanze wird mit vielen Zuchtformen als Zierpflanze verwendet. Sie werden besonders in Gärten angepflanzt, um Schmetterlinge anzuziehen. Der Nektar zieht viele Schmetterlingsarten und auch Insekten an. Sie werden vor allem wegen ihrer langhaltenden Blüten, aber manchmal auch wegen ihrer ungewöhnlichen Balgfrüchte, als frische Schnittblumen verkauft.